# Državna cesta D28
D28 je državna cesta u smjeru istok-zapad od čvora Gradec (D10) do Velikih Zdenaca. Cesta je duga 70,7 km.

## Naselja
Na D28 se nalaze sljedeća naselja naznačena prometnim znakom poredana od zapada prema istoku (naselja između dionica su podebljana): Gradec, Cugovec, Stari Glog, Haganj, Škrinjari, Sv. Ivan Žabno, Novi Glog, Kuštani, Kenđelovac, Markovac Križevački, Rovišće, Žabjak, Predavac, Letičani, Trojstveni Markovac, Bjelovar, Ždralovi, Prespa, Patkovac, Severin, Bulinac, Drljanovac, Mala Pisanica, Veliki Grđevac, Pavlovac i Veliki Zdenci.

## Križanja
Državna cesta D28 križa se od zapada prema istoku s državnim cestama D22, D43, D5 i D45, županijskim cestama Ž3052, Ž2211, Ž3041, Ž2229, Ž2230, Ž2231, Ž3003, Ž3020, Ž3021, Ž3022, Ž3300, Ž3029, Ž2232, Ž3090, Ž3280, Ž4002, Ž3093, Ž3094, Ž3092 i Ž3133 i lokalnim cestama L31070, L31071, L31075, L26122, L26135, L26089, L26123, L37008, L37009 i L37084.